# Hervormde kerk (Wichmond)
De Hervormde kerk is een protestantse kerk in de Nederlandse plaats Wichmond. De kerk is halverwege de 19e eeuw gebouwd en vormde de basis van de groei van Wichmond. De eerste vermelding van een kerk in Wichmond stamt uit 794, toen Liudger een kerk stichtte. Tijdens de Tachtigjarige Oorlog werd die kerk vernield.
De bakstenen kerk heeft bij de ingang een kerktoren die is voorzien van een ingesnoerde naaldspits. Het schip is voorzien van een zadeldak en in de zijgevels zijn rondboogvensters verwerkt. In de kerktoren is een orgel verwerkt, oorspronkelijk gebouwd door Hermanus_Knipscheer II in 1867. De kerk is vanwege het orgel een rijksmonument. Het bouwwerk zelf is een gemeentelijk monument.